# Väsadammen
Väsadammen är en sjö i Älvdalens kommun i Dalarna och ingår i Dalälvens huvudavrinningsområde. Sjön har en area på 1,81 kvadratkilometer och ligger 226,9 meter över havet. Sjön avvattnas av vattendraget Dalälven (Österdalälven).

## Delavrinningsområde
Väsadammen ingår i det delavrinningsområde (678909-140747) som SMHI kallar för Utloppet av Väsadammen. Medelhöjden är 336 meter över havet och ytan är 41,37 kvadratkilometer. Räknas de 524 avrinningsområdena uppströms in blir den ackumulerade arean 6 055,3 kvadratkilometer. Avrinningsområdets utflöde Dalälven (Österdalälven) mynnar i havet. Avrinningsområdet består mestadels av skog (72 procent). Avrinningsområdet har 1,81 kvadratkilometer vattenytor vilket ger det en sjöprocent på 4,4 procent. Bebyggelsen i området täcker en yta av 3,47 kvadratkilometer eller 8 procent av avrinningsområdet.